# Sinaiella raggei
Sinaiella raggei es una especie de mantis de la familia Mantidae.

## Distribución geográfica
Se encuentra en Arabia Saudita.